# Myrtle Bothma
Myrtle Lynette Bothma (-Simpson) (née le 18 février 1964 à East London) est une hurdleuse sud-africaine.

## Carrière
Myrtle Bothma remporte la médaille d'or du 400 mètres haies aux Championnats d'Afrique de 1992. La même année, elle participe aux Jeux olympiques de Barcelone, atteignant la finale du 400 mètres haies.